# Кореляція завдання з тестом
Кореля́ція завда́ння з те́стом (англ. item–total correlation) — це кореляція між оцінкою за завдання та загальною оцінкою за тест. Це статистика завдання, яку використовують у психометричному аналізі для виявляння завдань оцінювання, що не відображають базову психологічну рису, з метою їх вилучення або перегляду.

## Кореляція завдання з тестом в аналізі завдань
В аналізі завдань кореляцію завдання з тестом зазвичай обчислюють для кожного завдання шкали або тесту, щоб оцінити, наскільки завдання відображають базову рису. За умови, що більшість завдань оцінювання відображають базову рису, кожне завдання повинно мати досить сильну позитивну кореляцію із загальною оцінкою за це оцінювання. Важливою метою аналізу завдань є виявлення й вилучення або перегляд завдань, які погано відображають базову рису.
Мала або від'ємна кореляція завдання з тестом надає емпіричні свідчення того, що завдання не вимірює той самий конструкт, який вимірює це оцінювання. Точні значення залежать від типу міри, але як евристичне правило, значення кореляції менше 0,2 вказує на те, що відповідне завдання не дуже добре корелює із загальною шкалою й, таким чином, може бути вилучене. Від'ємне значення вказує на те, що завдання може знижувати загальну психометричну надійність цієї міри. Виявлення та вилучення (або перегляд) завдань із поганими характеристиками є критично важливим способом, за допомогою якого психометричний аналіз може покращувати якість міри.
Коли завдання оцінюються дихотомно, як в іспитах із правильними та неправильними відповідями, кореляцію завдання з тестом можна обчислювати або як точково-бісеріальну кореляцію, або як бісеріальну кореляцію. Це вважають важливим, оскільки завдання відрізняються за складністю, а точково-бісеріальна кореляція не може досягти своїх теоретичних максимумів [+1, −1], якщо частка правильних відповідей не дорівнює 0,50 (50 % відповідають на завдання правильно). Бісеріальна кореляція має поправку, яка теоретично дозволяє уникнути цієї проблеми. На практиці аналітикам слід обирати або точково-бісеріальну, або бісеріальну кореляцію, й не намагатися порівнювати їх, оскільки ця поправка в бісеріальній кореляції завжди призводить до дещо більшого значення в порівнянні з точково-бісеріальною кореляцією.
Індекс надійності завдання (ІНЗ, англ. item-reliability index, IRI) визначають як добуток точково-бісеріальної кореляції завдання з тестом та стандартного відхилення завдання. У класичній теорії тестування ІНЗ показує ступінь, до якого завдання привносить дисперсію істинної оцінки до дисперсії спостережуваної оцінки тесту. На практиці від'ємне значення ІНЗ вказує на відносний ступінь, до якого завдання шкодить оцінці надійності, а додатне значення вказує на відносний ступінь, до якого воно сприяє високій оцінці надійності.